# Anaulacomera libidinosa
Anaulacomera libidinosa är en insektsart som beskrevs av Rehn, J.A.G. 1920. Anaulacomera libidinosa ingår i släktet Anaulacomera och familjen vårtbitare. Inga underarter finns listade i Catalogue of Life.